# Șamalia
Șamalia è un comune della Moldavia situato nel distretto di Cantemir, di 1.072 abitanti al censimento del 2004.